# Fire Emblem
Fire Emblem is een strategie-/role-playingcomputerspelserie gemaakt door Intelligent Systems (vooral Shouzou Kaga), de makers van Nintendo Wars/Famicom Wars/Advance Wars, en uitgebracht door Nintendo. De Fire Emblem spellen zijn de eerste in hun genre, de strategic role-playing game (Nederlands: strategisch rollenspel), met een sterke westerse basis van middeleeuwse verhalen.
Sinds 2013 bestaat de serie uit dertien spellen, de eerste zes spellen kwamen alleen in Japan uit. De zevende titel, Fire Emblem: Rekka no Ken, ook wel "Blazing Sword" genoemd in de Engelse fan-vertaling, is uitgekomen in 2003. Het was de eerste titel in de serie met een volledig internationaal uitkomen. De latere titels zijn ook volledig internationaal uitgekomen met de uitzondering van het twaalfde deel van het spel. Dit had te maken met de tegenvallende ontvangst van zijn voorganger ook voor de DS, shadow dragon, en te maken met de positie die het spel in de reeks inneemt. Het spel is namelijk een remake van het derde spel wat weer een remake van het eerste spel is inclusief een extra deel of "book" geheel met nieuwe maps en verhaal. Het verschijnen van Marth and Roy in Super Smash Bros. Melee droeg gedeeltelijk bij aan het idee om het spel internationaal uit te laten komen. Het laatste deel in de serie is uiterst succesvol met een gemiddelde score van 9,2 op Metacritic.

## Het spelen
Net als Advance Wars wordt Fire Emblem gespeeld vanaf een kaart. Op die kaart staan de manschappen van de spelers; personages met een echt verhaal en geschiedenis, die door de speler elke beurt worden bestuurd. Hierbij is het mogelijk om een tegenstander aan te vallen wanneer men dichtbij genoeg staat. Dit hangt af van het wapen wat men heeft, een boog of magische spreuken kunnen op een grotere afstand dan bijvoorbeeld een zwaard. De afstand die men kan lopen hangt erg af van hoe men zich voortbeweegt. Iemand op een paard kan over het algemeen verder lopen dan iemand te voet, iemand op een vliegend wezen kan nog verder per beurt komen.
Vanaf het zesde deel kan men ruilen tussen de manschappen. Dit kan handig zijn wanneer de één ernstig gewond is, waardoor de ander hem een elixer kan geven die zijn levensbalkje weer wat opvult (er kan ook genezen worden door iemand met een staf). Wanneer een beurt voorbij is, is de tegenstander aan de beurt. Degene die het eerst alle manschappen van de vijand heeft verslagen heeft de slag gewonnen. Soms krijgt de speler ook een andere opdracht, zoals het verslaan van een eindbaas, een kasteel veroveren of een bepaald aantal beurten overleven. Elke slag staat voor een hoofdstuk. Als men een personage verliest, ziet men hem nooit meer terug in de rest van het verhaal. Het is immers een dood personage.
Er zijn ook andere mogelijkheden die men heeft binnen een hoofdstuk. Zo kan men dorpjes bezoeken om daar speciale spullen te krijgen of al dan niet waardevolle informatie. Ook kan men geregeld een winkel bezoeken. Hier kan men zijn hoeveelheid elixers, zwaarden en andere spullen weer aanvullen. In de latere levels zijn er vaak meer mogelijkheden om geld te verdienen door bijvoorbeeld in arena's te vechten.

## De spellen
Het eerste spel, Fire Emblem: Ankoku Ryu to Hikari no Tsurugi, kwam uit op de Famicom (in het westen bekend als de Nintendo Entertainment System, afgekort NES) in 1990 en kwam uit als een exclusieve jubileumuitgave op de N.E.S. en de Nintendo Switch als Fire Emblem: Shadow Dragon and the Blade of Light in 2020. De hoofdpersoon, Marth, is een bespeelbaar personage in Super Smash Bros. Melee, Super Smash Bros Brawl en Super Smash Bros 4 3DS/Wii U. In dit spel konden, in tegenstelling tot volgende delen, verschillende units niet geüpgraded worden, waaronder Marth zelf.
Het tweede spel, Fire Emblem: Gaiden, kwam uit op de Famicom in 1992 en is een bijverhaal (vertaling van 'Gaiden') van het vorige spel. De hoofdpersonen in de spel zijn Alm en Celica. Dit spel voert een aantal veranderingen in, waarvan een aantal later weer in Fire Emblem: The Sacred Stones worden ingevoerd, en kan zodoende worden gezien als het 'zwarte schaap' van de serie. Een van de unieke eigenschappen van dit spel is dat de wapens niet op kunnen raken en dat een personage maar één wapen per keer kan dragen (als je personage geen wapen draagt wordt aangevallen met een automatisch, zwakker wapen). Ook kost magie Hit Points en worden verschillende soorten magie geleerd als een personage op een hoger level geraakt. Een andere belangrijke eigenschap is dat je vrij over de wereldkaart kunt reizen en sommige levels opnieuw kunt spelen om extra experience points te halen, wat later terugkeerde in Fire Emblem: The Sacred Stones en Fire Emblem: Awakening.
Het derde spel, Fire Emblem: Monsho no Nazo, kwam uit op Super Famicom (in het westen bekend als Super Nintendo Entertainment System, afgekort SNES) in 1994. Het spel bestaat uit twee delen, het eerste deel is een remake van Fire Emblem: Ankoku Ryu to Hikari no Ken. Het tweede deel is het vervolg hierop. Bijna alle personages van het eerste deel komen ook weer voor in het tweede deel.
Het vierde spel, Fire Emblem: Seisen no Keifu, kwam uit op de Super Famicom (SNES) in 1996. Dit spel bestaat uit twee delen, in het eerste deel is de hoofdpersoon Sigurd. Na het zevende level begint het tweede deel, waarin alle personages uit het eerste deel verdwijnen, maar een nieuwe generatie de hoofdrol speelt. In het eerste deel kan men zijn/haar personages koppelen met elkaar en de figuren in het tweede deel zijn hun kinderen. De hoofdpersoon in het tweede deel is Celice, de zoon van Sigurd. Men kan hierdoor de vaardigheden en de wapens van de kinderen beïnvloeden. Volgens velen is dit het beste deel van de serie.
Het vijfde spel, Fire Emblem: Thracia 776, kwam uit op de Super Famicom in 1999. Het verhaal speelt zich af tussen het eerste en het tweede deel van Fire Emblem: Seisen no Keifu. De hoofdpersoon is Leaf, de zoon van een personage uit Seisen no Keifu. Dit spel is het allerlaatste spel dat ooit voor de Super Famicom (Super Nintendo Entertainment System in Amerika en Europa) uitkwam toen de Nintendo 64 in opmars was. Hierdoor is dit spel minder bekend dan de vorige twee spellen. Dit spel is berucht vanwege zijn hoge moeilijkheidsgraad in vergelijking met andere delen in de serie.
Het zesde spel, Fire Emblem: Fuin no Tsurugi, kwam uit op de Game Boy Advance in 2002. De hoofdpersoon is Roy. Roy komt ook voor in Super Smash Bros. Melee als een bespeelbaar personage. Dit spel is het eerste in de serie dat een moeilijke modus aan het spel heeft toegevoegd.
Het zevende spel, Fire Emblem: Rekka no Ken (in het westen bekend als Fire Emblem), kwam uit op de Game Boy Advance in 2003. Dit spel is het eerste spel dat overal ter wereld, niet alleen in Japan, zoals de eerdere delen, uitgebracht werd. De eerste tien hoofdstukken in dit spel zijn speciaal gemaakt om beginners te leren hoe ze het spel moeten spelen. Het verhaal speelt zich af voor Fire Emblem: Fuin no Tsurugi, en sommige personages uit Fuin no Tsurugi komen ook voor in Fire Emblem, en sommige personages uit Fuin no Tsurugi zijn familie van personages uit Fire Emblem. Eliwood is de vader van Roy, en speelt samen met Lyn en Hector de hoofdrol in dit spel. Lyn kan in Super Smash Bros. Brawl uit een 'Assist Trophy' komen en de speler in het gevecht helpen.
Het achtste spel, Fire Emblem: The Sacred Stones (in Japan: Fire Emblem: Seima no Kouseki), kwam uit op de Game Boy Advance in 2004. (2005 in Amerika, Australië en Europa) Dit spel heeft een aantal veranderingen die ook in Fire Emblem: Gaiden plaatsvonden, zoals de mogelijkheid om tussen de hoofdstukken door via de wereldkaart opnieuw naar winkels te gaan die men eerder bezocht heeft. De hoofdpersonen in dit spel zijn Eirika en Ephraim.
Het negende spel, Fire Emblem: Path of Radiance (in Japan bekend als Fire Emblem: Souen no Kiseki), kwam uit op de GameCube in 2005. De 'skills' uit Seisen no Keifu en Thracia 776 komen in dit spel opnieuw voor. Dit is het eerste spel in de serie die volledig in 3D is. De hoofdpersoon in dit spel is Ike.
Het tiende spel, Fire Emblem: Radiant Dawn (in Japan bekend als Fire Emblem: Akatsuki no Megami), kwam uit op de Wii in 2007, in Europa en Australië in 2008. Dit spel is een vervolg op Fire Emblem: Path of Radience. Dit spel is opgedeeld in vier delen. In het eerste deel is de hoofdpersoon Micaiah. In het tweede deel zijn er verschillende hoofdpersonen, waarvan de belangrijkste Geoffrey en Elincia zijn. In het derde deel is de hoofdpersoon Ike, alhoewel er enkele hoofdstukken zijn waarin Micaiah de hoofdrol speelt. In het vierde deel zijn Ike, Micaiah en Tibarn elk in twee hoofdstukken de hoofdrolspeler, en in het laatste level (die uit vijf delen bestaat) zijn Ike en Micaiah de hoofdrolspelers.
Het elfde deel, Fire Emblem: Shadow Dragon (in Japan Fire Emblem: Shin Ankoku Ryu to Hikari no Ken) is een remake van het eerste spel op de NES en kwam uit in december 2008. Het spel heeft extra levels die men kan vrijspelen als men onder de 15 soldaten heeft op het einde van een bepaald level. In tegenstelling tot het eerste deel kunnen in dit deel alle units upgraden.
In 2010 kwam in Japan het twaalfde deel, Fire Emblem: Shin Monshou No Nazo ~Hikari to Kage no Eiyu~ uit. In tegenstelling tot de vorige vijf delen is dit spel buiten Japan niet uitgebracht. Dit is een remake van het tweede deel van het derde spel. Het spel heeft extra personages en levels ten opzichte van het origineel.
Eind 2011 werd het dertiende deel uit de serie aangekondigd. In tegenstelling tot de vorige twee delen is dit een geheel nieuw spel en het was in 2012 in Japan uitgebracht op de Nintendo 3DS. Dit deel verscheen 19 april 2013 in Europa.
Op 14 januari 2014 werd een nieuw spel aangekondigd voor de Nintendo 3DS.
Op 2 februari 2017 is een nieuws spel uitgebracht voor Android en Ios: Fire Emblem Heroes.
Op 20 april 2017 kwam Fire Emblem Echoes: Shadows of Valentia uit in Japan voor de Nintendo 3DS. Het spel is op 19 mei van dat jaar uitgekomen in Europa en Noord-Amerika.

## Spellen in de serie

### Hoofdserie
| Titel                                             | Platform         | Datum eerste uitgave |
| ------------------------------------------------- | ---------------- | -------------------- |
| Fire Emblem: Shadow Dragon and the Blade of Light | NES              | 20 april 1990        |
| Fire Emblem Gaiden                                | NES              | 14 maart 1992        |
| Fire Emblem: Mystery of the Emblem                | Super NES        | 21 januari 1994      |
| Fire Emblem: Genealogy of the Holy War            | Super NES        | 14 mei 1996          |
| Fire Emblem: Thracia 776                          | Super NES        | 1 september 1999     |
| Fire Emblem: The Binding Blade                    | Game Boy Advance | 29 maart 2002        |
| Fire Emblem: The Blazing Sword                    | Game Boy Advance | 25 april 2003        |
| Fire Emblem: The Sacred Stones                    | Game Boy Advance | 7 oktober 2004       |
| Fire Emblem: Path of Radiance                     | GameCube         | 20 april 2005        |
| Fire Emblem: Radiant Dawn                         | Wii              | 22 februari 2007     |
| Fire Emblem: Awakening                            | Nintendo 3DS     | 19 april 2012        |
| Fire Emblem: Conquest                             | Nintendo 3DS     | 25 juni 2015         |
| Fire Emblem: Birthright                           | Nintendo 3DS     | 25 juni 2015         |
| Fire Emblem: Three Houses                         | Switch           | 26 juli 2019         |
| Fire Emblem: Engage                               | Switch           | 20 januari 2023      |

### Spin-offs
| Titel                             | Platform                 | Datum eerste uitgave             |
| --------------------------------- | ------------------------ | -------------------------------- |
| Fire Emblem: Archanea Saga        | Super NES (Satellaview)  | 28 september 1997                |
| Tokyo Mirage Sessions ♯FE         | Wii U Switch             | 26 december 2015 17 januari 2020 |
| Fire Emblem Heroes                | Android, iOS             | 2 februari 2017                  |
| Fire Emblem Warriors              | Switch, New Nintendo 3DS | 28 september 2017                |
| Fire Emblem Warriors: Three Hopes | Switch                   | 24 juni 2022                     |

### Remakes
| Titel                                                                        | Platform     | Datum eerste uitgave |
| ---------------------------------------------------------------------------- | ------------ | -------------------- |
| Fire Emblem: Shadow Dragon (remake van Shadow Dragon and the Blade of Light) | Nintendo DS  | 7 augustus 2008      |
| Fire Emblem: New Mystery of the Emblem (remake van Mystery of the Emblem)    | Nintendo DS  | 15 juli 2010         |
| Fire Emblem Echoes: Shadows of Valentia (remake van Gaiden)                  | Nintendo 3DS | 20 april 2017        |

## Naamgeving
De Fire Emblem (letterlijk: vuurembleem), waar de spellen naar zijn genoemd, wisselt per deel. Het is iets wat elk deel terugkomt, maar een andere positie inneemt. Het neemt steeds op een andere manier deel aan het spel.

## Trivia
- Het spel is opgenomen in het boek 1001 Video Games You Must Play Before You Die van Tony Mott.